# Temporada 1976-77 de los Detroit Pistons
La temporada 1976-77 fue la vigésimo novena de los Pistons en la NBA, y la vigésima en su localización de Detroit, Míchigan. La temporada regular acabaron con 44 victorias y 38 derrotas, ocupando la quinta posición de la Conferencia Oeste, clasificándose para los playoffs, donde cayeron en primera ronda ante Golden State Warriors.

## Elecciones en elDraft

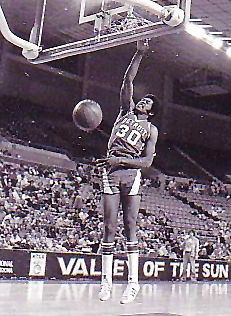
El alero M.L. Carr fue el segundo mejor anotador de los Pistons en la temporada de 1977

| Ronda | Puesto | Jugador      | Posición | Nacionalidad   | Universidad |
| ----- | ------ | ------------ | -------- | -------------- | ----------- |
| 1     | 4      | Leon Douglas | Pívot    | Estados Unidos | Alabama     |
| 3     | 38     | Phil Sellers | Escolta  | Estados Unidos | Rutgers     |

## Temporada regular
| División Medio Oeste | División Medio Oeste | División Medio Oeste | División Medio Oeste | División Medio Oeste | División Medio Oeste | División Medio Oeste | División Medio Oeste | División Medio Oeste |
| Equipo               | G                    | P                    | %                    | PD                   | Casa                 | Fuera                | Div                  |                      |
| -------------------- | -------------------- | -------------------- | -------------------- | -------------------- | -------------------- | -------------------- | -------------------- | -------------------- |
| y-Denver Nuggets     | 50                   | 32                   | .610                 | –                    | 36–5                 | 14–27                | 15–5                 |                      |
| x-Detroit Pistons    | 44                   | 38                   | .537                 | 6                    | 30–11                | 14–27                | 12–8                 |                      |
| x-Chicago Bulls      | 44                   | 38                   | .537                 | 6                    | 31-10                | 13-28                | 10–10                |                      |
| Kansas City Kings    | 40                   | 42                   | .488                 | 10                   | 28–13                | 12–29                | 7–13                 |                      |
| Indiana Pacers       | 36                   | 46                   | .439                 | 14                   | 25–16                | 11–30                | 9–11                 |                      |
| Milwaukee Bucks      | 30                   | 52                   | .366                 | 20                   | 24–17                | 6–35                 | 7–13                 |                      |

## Playoffs

### Primera ronda
Golden State Warriors vs. Detroit Pistons 
| Fecha       | Partido                                        | Ciudad  |
| ----------- | ---------------------------------------------- | ------- |
| 12 de abril | Golden State Warriors 90, Detroit Pistons 95   | Oakland |
| 14 de abril | Detroit Pistons 108, Golden State Warriors 138 | Detroit |
| 17 de abril | Golden State Warriors 109, Detroit Pistons 101 | Oakland |
|             | Golden State Warriors gana las series 2-1      |         |

## Estadísticas
| Rk | Jugador        | Edad | P  | PT | MP   | TC   | TCI  | %TC  | TL  | TLI | %TL  | RO  | RD  | RT   | AS  | RB  | TAP | BP | FP  | PTS  |
| -- | -------------- | ---- | -- | -- | ---- | ---- | ---- | ---- | --- | --- | ---- | --- | --- | ---- | --- | --- | --- | -- | --- | ---- |
| 1  | Bob Lanier     | 28   | 64 |    | 38.2 | 10.6 | 19.8 | .534 | 4.1 | 5.0 | .818 | 3.1 | 8.5 | 11.6 | 3.3 | 1.1 | 2.0 |    | 2.7 | 25.3 |
| 2  | M.L. Carr      | 26   | 82 |    | 32.2 | 5.4  | 11.4 | .476 | 2.5 | 3.4 | .735 | 2.6 | 5.1 | 7.7  | 2.2 | 2.0 | 0.7 |    | 3.5 | 13.3 |
| 3  | Chris Ford     | 28   | 82 |    | 31.0 | 5.3  | 11.2 | .476 | 1.6 | 2.1 | .771 | 1.2 | 2.1 | 3.3  | 4.1 | 2.2 | 0.3 |    | 2.3 | 12.3 |
| 4  | Howard Porter  | 28   | 78 |    | 28.2 | 6.0  | 12.3 | .483 | 1.3 | 1.5 | .858 | 2.0 | 3.9 | 5.9  | 0.7 | 0.6 | 0.9 |    | 2.6 | 13.2 |
| 5  | Kevin Porter   | 26   | 81 |    | 26.1 | 3.8  | 7.5  | .512 | 1.2 | 1.6 | .729 | 0.3 | 0.9 | 1.2  | 7.3 | 1.1 | 0.1 |    | 3.3 | 8.9  |
| 6  | Eric Money     | 21   | 73 |    | 21.7 | 4.5  | 8.6  | .521 | 1.2 | 1.6 | .789 | 0.6 | 1.1 | 1.7  | 3.3 | 1.2 | 0.2 |    | 2.7 | 10.2 |
| 7  | Ralph Simpson  | 27   | 77 |    | 20.7 | 4.6  | 10.8 | .427 | 1.8 | 2.5 | .708 | 0.6 | 1.7 | 2.4  | 2.3 | 0.9 | 0.1 |    | 1.3 | 11.0 |
| 8  | Leon Douglas   | 22   | 82 |    | 19.8 | 3.0  | 6.2  | .479 | 1.5 | 2.8 | .555 | 2.2 | 4.2 | 6.4  | 0.8 | 0.5 | 1.0 |    | 3.6 | 7.5  |
| 9  | Marvin Barnes  | 24   | 53 |    | 18.7 | 3.8  | 8.5  | .447 | 2.0 | 2.9 | .679 | 1.3 | 3.5 | 4.8  | 0.8 | 0.7 | 0.6 |    | 2.6 | 9.6  |
| 10 | Al Eberhard    | 24   | 68 |    | 17.9 | 2.7  | 5.6  | .476 | 1.6 | 2.0 | .790 | 1.1 | 2.1 | 3.3  | 0.7 | 0.7 | 0.2 |    | 2.9 | 6.9  |
| 11 | George Trapp   | 28   | 6  |    | 11.3 | 2.5  | 4.8  | .517 | 0.5 | 0.7 | .750 | 0.7 | 1.0 | 1.7  | 0.5 | 0.0 | 0.2 |    | 2.2 | 5.5  |
| 12 | Cornelius Cash | 24   | 6  |    | 8.2  | 1.5  | 3.8  | .391 | 0.5 | 1.0 | .500 | 1.3 | 1.3 | 2.7  | 0.2 | 0.3 | 0.2 |    | 1.3 | 3.5  |
| 13 | Roger Brown    | 26   | 43 |    | 7.5  | 0.5  | 1.3  | .375 | 0.4 | 0.6 | .692 | 0.7 | 1.4 | 2.1  | 0.3 | 0.3 | 0.4 |    | 1.6 | 1.4  |
| 14 | Phil Sellers   | 23   | 44 |    | 7.5  | 1.7  | 4.3  | .384 | 1.2 | 1.6 | .722 | 0.4 | 0.5 | 0.9  | 0.6 | 0.5 | 0.0 |    | 1.3 | 4.5  |

## Galardones y récords
| Jugador    | Galardón |
| Bob Lanier | All-Star |